# Johnius grypotus
Johnius grypotus är en fiskart som först beskrevs av Richardson, 1846.  Johnius grypotus ingår i släktet Johnius och familjen havsgösfiskar. Inga underarter finns listade i Catalogue of Life.